# NGC 3013
NGC 3013 في الفهرس العام الجديد، هي مجرة، تقع في كوكبة الأسد الأصغر. اكتشفت في 18 مارس 1874 .

## روابط خارجية
- NGC 3013 على موقع ويكي سكاي: DSS2, SDSS, GALEX, IRAS, Hydrogen α, X-Ray, Astrophoto, Sky Map, Articles and images